# August Böning
August Böning (* 15. August 1891 in Duisburg; † 1964 in Eckernförde) war ein deutscher Konteradmiral (V) der Kriegsmarine. Er war damit der einzige Verwaltungsoffizier der Kriegsmarine im Dienstgrad des Konteradmirals.

## Leben
August Böning trat am 1. April 1910 nach dem Abitur als Marinezahlmeisteranwärter in die Kaiserliche Marine ein. Bis Mai 1915 war er als Schiffszahlmeister auf der Kaiser Wilhelm II, war dann ein Monat zur Verfügung der II. Werftdivision und kam dann erneut als Schiffszahlmeister für einen Monat auf die München. Von hier war er bis November 1915 (Beförderung zum Marine-Zahlmeister am 30. November 1915) auf der Kaiser Wilhelm der Große. Weitere Kommandierungen, u. a. auf die General und 1918 kurz zur Euphratschutz-Abteilung, folgten. Am 10. Juni 1916 war er zum Marine-Zahlmeister ernannt worden.
Nach dem Krieg wurde er in der Reichsmarine am 30. Mai 1920 zum Marine-Oberzahlmeister (Rang eines Oberleutnant zur See) ernannt. 1930 noch Lehrer an der Marineschule Flensburg-Mürwik, war er im Jahr darauf Flottillenzahlmeister bei der 1. Minensuchflottille in Kiel. Am 20. Dezember 1933 erhielt er den Charakter eines Stabzahlmeisters, welcher dem Rang eines Kapitänleutnants entsprach.
In der Kriegsmarine wurde er in die Offizierslaufbahn der Verwaltungsoffiziere (V-Offiziere) eingegliedert und war bis 3. April 1939 Verbandsverwaltungsoffizier beim Führer der U-Boote. Am 1. März 1935 zum Kapitänleutnant der Marineverwaltung (kurz Kapitänleutnant (V)) befördert, war er zusätzlich noch Flottenverwaltungsoffizier der U-Flottille Weddigen. Am 1. Juli 1942 wurde er Kapitän zur See (V). Ab Mitte Juni 1943 war er bis Kriegsende Abteilungschef im Oberverwaltungsstab des Marineoberkommandos Ostsee. Am 1. Januar 1945 wurde er zum einzigen Konteradmiral (V) befördert.